# Mico Cundari
Mico Cundari (Siderno, 12 novembre 1930) è un attore e doppiatore italiano.

## Biografia
Dopo la laurea in giurisprudenza, frequenta i corsi di recitazione dell'Accademia nazionale d'arte drammatica di Roma diplomandosi nel 1952 assieme ad attori del calibro di Luigi Vannucchi, Franco Graziosi, Alessandro Sperlì, Glauco Mauri e all'allora allievo regista Andrea Camilleri, debuttando nello stesso anno in Amleto, con Vittorio Gassman. Da allora svolge quasi esclusivamente attività teatrale con rare parentesi cinematografiche e più frequentemente televisive.
Negli ultimi anni ha lavorato stabilmente al Teatro Ghione di Roma come protagonista fra l'altro de L'avaro di Molière, Chi ha paura di Virginia Woolf e La guerra di Troia non si farà.

## Prosa e opere televisive Rai

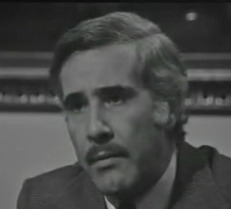
Mico Cundari in Dov'è Anna? (1976)

- Via dalla chiesa di Lennox Robinson, regia di Daniele D'Anza, trasmessa il 3 luglio 1959.
- Pastori, regia di Giacomo Colli, trasmessa il 24 dicembre 1964.
- Ed egli si nascose di Ignazio Silone, regia di Giacomo Colli, trasmessa il 29 aprile 1966.
- L'Eredità, regia di Carlo Di Stefano, trasmessa il 3 ottobre 1967.
- Lawrence D'Arabia, regia di Giuseppe Fina, trasmessa il 15 aprile 1969.
- E le stelle stanno a guardare, regia di Anton Giulio Majano, trasmessa nel 1971.
- Le inchieste del commissario Maigret (episodi Il ladro solitario e Maigret in pensione), trasmessi nel 1972.
- Diario di un maestro, regia di Vittorio De Seta, trasmesso dall'11 febbraio al 4 marzo 1973.
- La visita della vecchia signora di Friedrich Dürrenmatt, regia di Mario Landi, trasmessa il 30 novembre del 1973.
- L'avventura d'un povero cristiano di Ignazio Silone, regia di Ottavio Spadaro, trasmessa il 28 giugno 1974.
- Ho incontrato un'ombra, regia di Daniele D'Anza, trasmessa a partire dal 23 febbraio 1974.
- Philo Vance, La fine dei Greene, regia di Marco Leto, settembre 1974.
- Ritratto di donna velata, regia di Flaminio Bollini, trasmessa nel 1975.
- Dov'è Anna?, regia di Piero Schivazappa, trasmesso dal 13 gennaio al 24 febbraio 1976.
- In attesa di Lefty, regia di Giacomo Colli, trasmessa il 9 luglio 1976.
- I vecchi e i giovani, regia di Marco Leto, trasmessa nel 1979.
- Sarto per signora di Georges Feydeau, regia di Paolo Cavara, trasmessa nel 1980.
- L'amante dell'Orsa Maggiore di Sergjusz Piasecki, sceneggiato TV a puntate, regia di Anton Giulio Majano, trasmesso nel 1983.

## Prosa radiofonica Rai

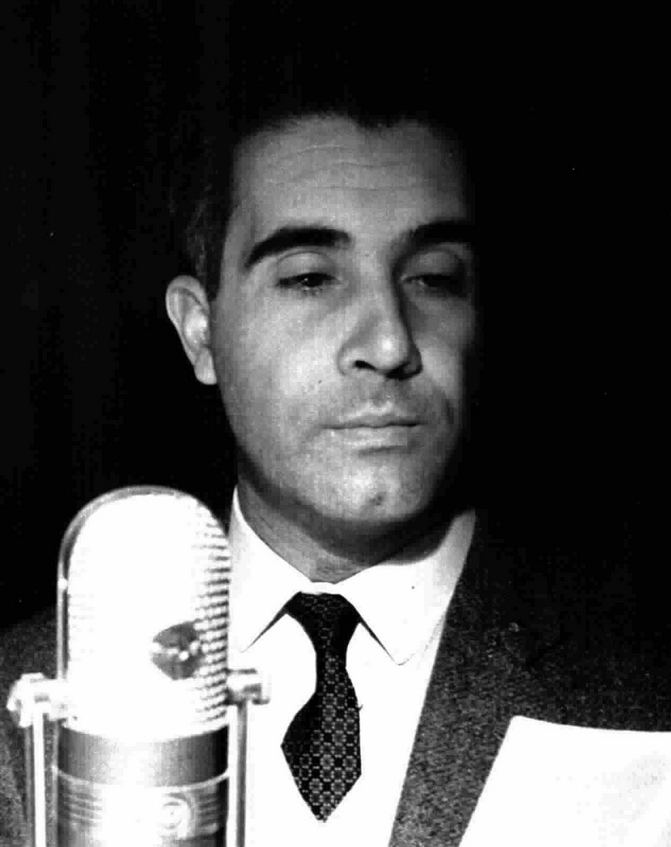
Mico Cundari

- La strada della violenza di Philip Lavene, regia di Umberto Benedetto, trasmesso il 26 marzo 1962

## Filmografia
- Uccidete Rommel, regia di Alfonso Brescia (1969)
- Bronte: cronaca di un massacro che i libri di storia non hanno raccontato, regia di Florestano Vancini (1972)
- il caso Pisciotta, regia di Eriprando Visconti (1972)
- Forza "G", regia di Duccio Tessari (1972)
- Diario di un maestro, regia di Vittorio De Seta (1973)
- Vogliamo i colonnelli, regia di Mario Monicelli (1973)
- Il delitto Matteotti, regia di Florestano Vancini (1973)
- Amore mio non farmi male, regia di Vittorio Sindoni (1974)
- Il domestico, regia di Luigi Filippo D'Amico (1974)
- Perché si uccide un magistrato, regia di Damiano Damiani (1975)
- Un uomo da nulla, regia di Renata Amato (1977)
- Alice, regia di Oreste Crisostomi (2010)

## Teatro
- Amleto di Shakespeare, con Vittorio Gassmann, Anna Proclemer, Elena Zareschi (1952)
- Tieste di Seneca
- Tre quarti di Luna di Luigi Squarzina
- I persiani di Eschilo
- Processo a Gesù di Diego Fabbri, regia di Orazio Costa (1954)
- Veglia d'armi (1955)
- Le notti dell'anima di Turi Vasile, regia di Orazio Costa (1956)
- Bello di papà di Giuseppe Marotta e Belisario Randone, con Nino Taranto, regia di Mario Ferrero (1957)
- Caviale e lenticchie di Giulio Scarnicci e Renzo Tarabusi, con Nino Taranto (1957)
- Le ragazze bruciate verdi di Gian Paolo Callegari, con Renzo Giovampietro, Lia Zoppelli, Carlo D'Angelo, regia di Daniele D'Anza (1958)
- Assassinio nella cattedrale di T.S. Eliot, regia di Daniele D'Anza (1958)
- Mare e Whisky di Guido Rocca, compagnia Masiero, con Lina Volonghi, Lionello, regia di Daniele D'Anza (1959)
- Il lieto fine di Luciano Salce, regia di Alberto Bonucci (1960)
- Veronica e gli ospiti di Marotta e Randone, regia di Luciano Salce (1960)
- Giulio Cesare di Shakespeare, Teatro di Ostia Antica, regia di Mario Ferrero (1960)
- Gog e Magog di Carroul e Barret, con Ugo Tognazzi (1960)
- Il marito in collegio di Giovannino Guareschi, con Gino Bramieri e Lina Volonghi (1961)
- Antigone di Sofocle, con Valentina Fortunato, Salvo Randone e Annibale Ninchi, regia di Guido Salvini. Teatro Romano di Pompei (1961)
- La Lena di Ludovico Ariosto, con Laura Adani e Annibale Ninchi, regia di Giulio Pacuvio (1962)
- Il matrimonio di Nikolaj Gogol', regia di Tatiana Pavlova (1962)
- Nozze di sangue di Federico García Lorca, con Luciano Alberici, Wanda Capodaglio, Marina Dolfin, regia di Alessandro Brissoni (1962)
- Sicario senza paga di Eugène Ionesco, regia di José Quaglio. Teatro Stabile di Torino (1962)
- La resistibile ascesa di Arturo Ui di Bertolt Brecht, regia di Gianfranco De Bosio (1962)
- Il processo di Savona di V.Faggi, regia di Paolo Giuranna. Teatro Stabile di Genova (1965)
- Ed egli si nascose di Ignazio Silone, regia di Giacomo Colli. Teatro Stabile dell'Aquila (1965)
- La segretaria di Natalia Ginzburg, regia di Luciano Salce (1967)
- Meno storie di e con Franca Valeri, regia di Vittorio Caprioli (1968)
- Vita di Galileo di Bertolt Brecht, con Tino Buazzelli, regia di Fritz Beenevitz. Teatro Stabile di Torino (1972)
- Il quinto evangelio di Mario Pomilio, regia di Orazio Costa (1976)
- Le rane, di Aristofane regia di Roberto Guicciardini. Teatro greco di Siracusa (1976)
- La professione della signora Warren con Sarah Ferrati, regia di Jerome Kilty (1976)
- Il piacere dell'onestà di Luigi Pirandello, con Alberto Lionello, regia di Lamberto Puggelli (1978)
- Serata d'onore di Slade, con Alberto Lionello (1980)
- Il mercante di Venezia di Shakespeare, con Gianni Santuccio, regia di Pietro Carriglio (1983)
- La tempesta di Shakespeare, regia di Pietro Carriglio (1985)
- Festino in tempo di peste di Aleksandr Puškin, regia di Yuri Lubimov (1985)
- Il sindaco del rione Sanità di Eduardo De Filippo, con Turi Ferro, regia di Antonio Calenda (1986)
- Il gallo di Kezic da Brancati, con Turi Ferro, regia di Lamberto Puggelli (1989)
- Il malato immaginario di Molière, con Turi Ferro, regia di Guglielmo Ferro
- Quer pasticciaccio brutto de via Merulana di Carlo Emilio Gadda, regia di Luca Ronconi (1996)
- Edipo re di Sofocle, con Giorgio Albertazzi e Irene Papas, Teatro romano di Taormina (1999)

## Doppiaggio
- Harry Dean Stanton in 1997: Fuga da New York
- George C. Scott in Malice - Il sospetto
- Jonathan Pryce in La nave dei dannati
- Christopher Guest ne I cavalieri dalle lunghe ombre
- Clive Revill in Storie di guerra e di magia
- John Cater in La duchessa di Duke Street
- Adolph Caesar ne Il colore viola
- Terence Rigby in Elizabeth
- Lindsay Anderson in Momenti di gloria
- Lewis Stone in Lo stato dell'Unione (ridoppiaggio)

## Riconoscimenti
- Premio Noce d'oro
  - 1958 – Migliore attore giovane d'Italia per Bello di papà